# 扎拉乡
扎拉乡，是中华人民共和国西藏自治区那曲市比如县下辖的一个乡镇级行政单位。

## 行政区划
扎拉乡下辖以下地区：
桑布村、察夺村、扎拉村、美日村、昂秀村、孔热村、刚夺村、雄塘村和勒仲村。